# Jonathan Ligali
Jonathan Ligali (ur. 28 maja 1991 w Montpellier) – francuski piłkarz pochodzenia benińskiego grający na pozycji bramkarza.

## Kariera klubowa
Ligali zaczął grać w wieku 7 lat w lokalnym klubie SC Jacou. W 2003 przeniósł się Montpellier HSC, gdzie regularnie występował w juniorskich drużynach. Podpisał z tą drużyną przed sezonem 2009/2010 swój pierwszy profesjonalny kontrakt. 1 grudnia 2012 zadebiutował w przegranym 0:1 meczu z Olympique Lyon.
| Sezon   | Klub            | Kraj    | Rozgrywki            | Mecze | Bramki | Europejskie puchary | Mecze | Bramki |
| ------- | --------------- | ------- | -------------------- | ----- | ------ | ------------------- | ----- | ------ |
| 2011/12 | Montpellier HSC | Francja | Ligue 1              | 0     | 0      | –                   | –     | –      |
| 2012/13 | Montpellier HSC | Francja | Ligue 1              | 1     | 0      | Liga Mistrzów       | 1     | 0      |
| 2013/14 | Montpellier HSC | Francja | Ligue 1              | 0     | 0      | –                   | –     | –      |
| 2014/15 | Montpellier HSC | Francja | Ligue 1              | 6     | 0      | –                   | –     | –      |
| 2015/16 | Montpellier HSC | Francja | Ligue 1              | 6     | 0      | –                   | –     | –      |
| 2016/17 | Montpellier HSC | Francja | Ligue 1              | 0     | 0      | –                   | –     | –      |
| 2017/18 | USL Dunkerque   | Francja | Championnat National | 29    | 0      | –                   | –     | –      |
| 2018/19 | Montpellier HSC | Francja | Ligue 1              | 0     | 0      | –                   | –     | –      |

## Kariera reprezentacyjna
Ligali rozegrał 7 spotkań na Mistrzostwach Świata U-20 w 2011 roku, które reprezentacja Francji zakończyła na 4. miejscu.

## Sukcesy

### Klubowe
- Montpellier HSC
  - Coupe Gambardella: 2009